# Parlamentswahl in Kasachstan 1999

Kommunistische Partei Kasachstans: 3 Sitze
Gewerkschaftsverband Kasachstans: 11 Sitze
Otan: 23 Sitze
Volksgenossenschaftliche Partei: 1 Sitz
Unabhängige: 23 Sitze
Bürgerpartei: 13 Sitze
Agrarpartei: 3 Sitze

Die Parlamentswahl in Kasachstan 1999 wurde am 10. Oktober 1999 mit einer Stichwahl am 24. Oktober 1999 in der Republik Kasachstan abgehalten. Gewählt wurden die 77 Abgeordneten im Mäschilis, dem Unterhaus des kasachischen Parlaments.

## Wahlsystem
Im Vorfeld der Parlamentswahl 1999 wurde das Wahlsystem im Vergleich zur Parlamentswahl in Kasachstan 1995 deutlich verändert. Die Zahl der Abgeordneten wurde von 67 auf 77 erhöht und eine Kombination aus Mehrheitswahl und Verhältniswahl eingeführt. Weiterhin wurden in landesweit 67 Wahlbezirken durch eine Mehrheitswahl 67 Abgeordnete gewählt. Dabei benötigte ein Kandidat die absolute Mehrheit der abgegebenen Stimmen, um in das Parlament einzuziehen. Gelang dies keinem der Kandidaten in einem Wahlbezirk, wurde zwei Wochen nach dem ersten Wahlgang eine Stichwahl zwischen den beiden erfolgreichsten Kandidaten des ersten Wahlgangs abgehalten. 1999 wurden zusätzlich erstmals zehn Mandate nach dem Prinzip der Verhältniswahl vergeben. Die registrierten Parteien stellten zu diesem Zweck eine Wahlliste auf, von der eine bestimmte Anzahl von Kandidaten abhängig vom landesweiten Stimmanteil der Partei in das Parlament einzog. Für die Vergabe der Mandate nach der Verhältniswahl galt eine 7-Prozent-Hürde. Eine finanzielle Herausforderung für zahlreiche Kandidaten stellte die Hinterlegung einer relativ hohen Gebühr dar, die für die Nominierung eines jeden Kandidaten an die Zentrale Wahlkommission gezahlt werden musste. Diese Gebühr wurde zurückgezahlt, falls die Partei, auf deren Liste der Kandidat stand, mehr als 7 % der Stimmen auf sich vereinen konnte und damit Kandidaten über die Parteiliste in das Parlament entsenden durfte. Die hohe Gebühr in Kombination mit der ebenfalls verhältnismäßig hohen Sperrklausel stellten für kleinere Parteien und deren Kandidaten ein bedeutendes Hindernis dar. Die Registrierung der Kandidaten für die Verhältniswahl konnte ausschließlich über die registrierten politischen Parteien erfolgen, in den einzelnen Wahlbezirken hingegen konnten auch unabhängige Kandidaten für einen Sitz im Unterhaus kandidieren. Am Wahltag erhielt jeder Wähler zwei Wahlbögen, einen für die Wahl des Abgeordneten im jeweiligen Wahlbezirk und einen zweiten für die Wahl einer Parteiliste.

## Parteien und Kandidaten
Die Parteienlandschaft Kasachstans war in den Jahren und Monaten vor der Wahl tiefgreifenden Veränderungen unterworfen. Die meisten Parteien hatten auf Grund ihres kurzen Bestehens keine große politische Basis im Land und verfügten über nur geringe finanzielle und personelle Ressourcen. Der wichtigste Faktor für den Ausgang der Wahl in den einzelnen Wahlbezirken war die Popularität der aufgestellten Kandidaten, weniger deren Parteizugehörigkeit. Um die Rolle der Parteien in Kasachstan zu stärken, war bereits die Verhältniswahl eingeführt worden, um die Parteien stärker in den Mittelpunkt der Wahlentscheidung zu rücken. Vor der Wahl bildete sich ein vielfältiges Bewerberfeld. 547 Kandidaten bewarben sich in den 67 Wahlbezirken um einen Sitz im Parlament, was einem Durchschnitt von acht Kandidaten pro Wahlbezirk entspricht. Dabei stellte sich die Situation regional unterschiedlich dar, in einigen Wahlbezirken gab es lediglich zwei Kandidaten, in anderen hingegen 16 Kandidaten. Von den 547 Kandidaten waren nur 113 von politischen Parteien nominiert worden, die anderen Kandidaten traten als Unabhängige zur Wahl an.
Hinsichtlich der politischen Parteien lässt sich eine Dreiteilung in die pro-präsidentiellen Parteien, die konstruktiv-oppositionellen Parteien und die strikt-oppositionellen Parteien vornehmen. Zu den Parteien, die den Präsidenten Nursultan Nasarbajew offen und eindeutig unterstützten, zählte vor allem die Partei Otan, die vor der Wahl aus bestehenden politischen Parteien und Bewegungen im Umfeld des Präsidenten gebildet wurde und über eine vergleichsweise breite politische Basis in der Bevölkerung verfügte. Außerdem waren die Bürgerpartei, die Agrarpartei und die Partei der kasachischen Wiedergeburt dieser Gruppe zuzurechnen. Die konstruktive Opposition, die eine Reform des bestehenden Systems unter Präsident Nasarbajew anstrebte, wurde insbesondere von der Demokratischen Partei Azamat gebildet. Zudem strebten die Kongresspartei, die Partei der Arbeit und die Alasch-Partei Reformen des Systems an. Für eine generelle Ablehnung des bestehenden politischen Systems standen die Kommunistische Partei Kasachstans und die Republikanische Volkspartei. Beide Parteien traten getrennt voneinander an, kooperierten aber über den Republikanischen Block, der von mehreren regimekritischen Organisation gebildet wurde.

## Wahlkampf
Der Wahlkampf war vor allem in den größten Städten des Landes sichtbar, insbesondere in Almaty. Außerhalb der Städte fand die Wahl in weiten Bevölkerungsteilen wenig Beachtung. Zudem war der Wahlkampf von einem großen Misstrauen gegenüber dem politischen System und den politischen Parteien in Kasachstan geprägt. Dies zeigte sich unter anderem in zahlreichen Kontroversen über Unregelmäßigkeiten bei der Finanzierung des Wahlkampfs und über den Einfluss lokaler Amtsträger auf den Wahlkampf und das Ergebnis der Wahl. Regimekritische Parteien äußerten zudem den Vorwurf, dass propräsidentielle Parteien mit staatlichen Mitteln gestützt worden seien. Bereits vor dem Wahltag wurde zudem der Vorwurf der Wahlfälschung laut, da die Neutralität der Behörden in Frage gestellt wurde. In den Medien wurde durchaus ausführlich über die Wahl und das Wahlkampfgeschehen berichtet, viele Medien unterwarfen sich aber einer freiwilligen Selbstzensur, um Konflikte mit den Behörden zu vermeiden. Eine Neuerung im Wahlkampf vor der Parlamentswahl 1999 stellte die Ausstrahlung einer 2,5-stündigen Live-Fernsehdebatte dar, bei der auch Fragen von Zuschauern an die Vertreter der registrierten Parteien möglich waren. Diese Neuerung wurde weitestgehend positiv aufgenommen und auch von der Opposition gelobt.

## Ergebnis
Das Endergebnis der Wahl wurde von der Zentralen Wahlkommission nach einem kontroversen und von zahlreichen Unregelmäßigkeiten Prozess zur Auszählung der Stimmen bekanntgegeben. Demnach ergab sich folgende Zusammensetzung des Mäschilis:
| Partei                            | Sitze nach Mehrheitswahl | Sitze nach Verhältniswahl | Sitze gesamt |
| --------------------------------- | ------------------------ | ------------------------- | ------------ |
| Otan                              | 19                       | 4                         | 23           |
| Bürgerpartei                      | 11                       | 2                         | 13           |
| Gewerkschaftsverband Kasachstans  | 11                       | 0                         | 11           |
| Kommunistische Partei Kasachstans | 1                        | 2                         | 3            |
| Agrarpartei                       | 1                        | 2                         | 3            |
| Volksgenossenschaftliche Partei   | 1                        | 0                         | 1            |
| Unabhängige                       | 23                       | 0                         | 23           |
| Gesamt                            | 67                       | 10                        | 77           |

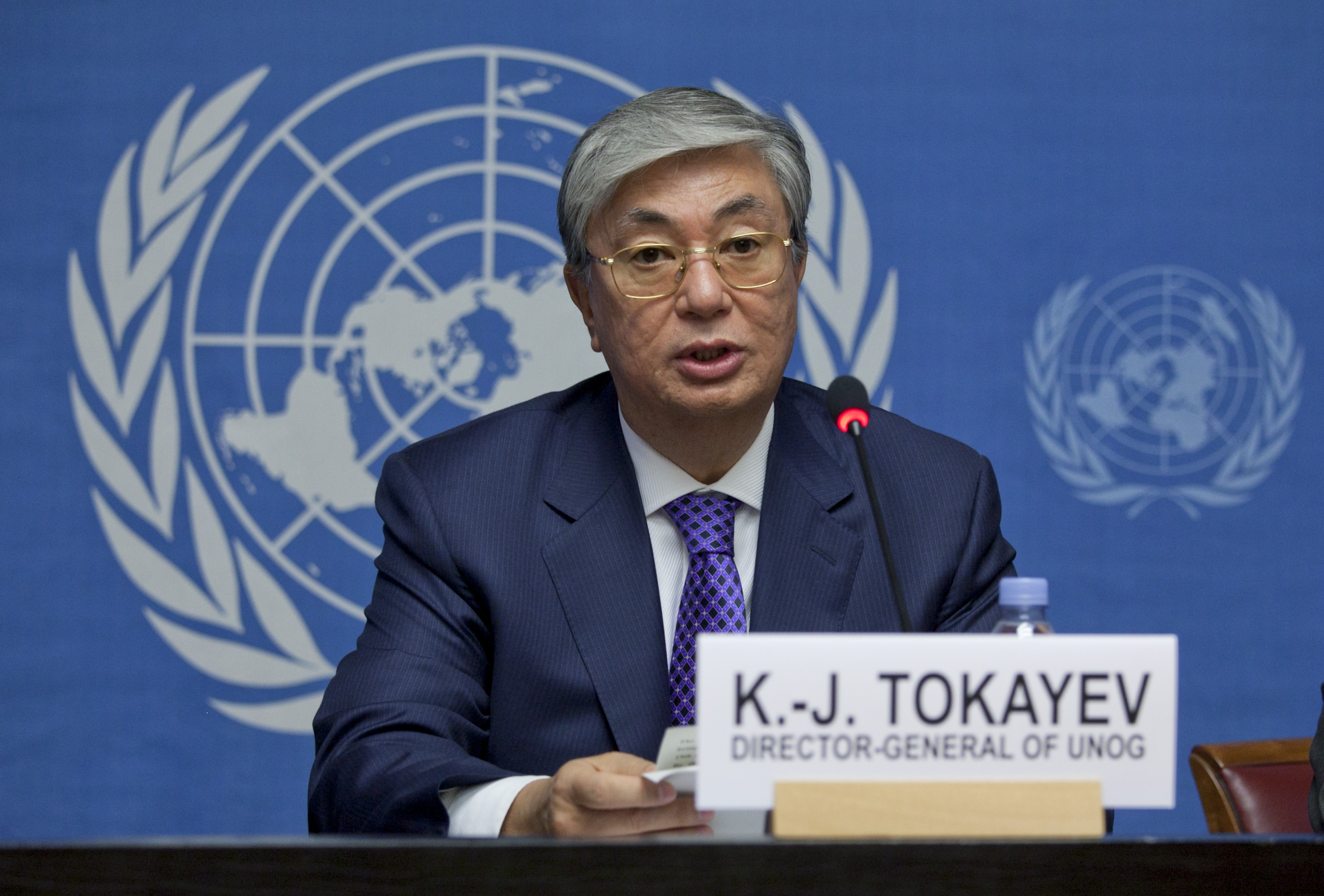
Der neue Premierminister Qassym-Schomart Toqajew

Mit diesem Ergebnis war der Rückhalt für den Kurs des Präsidenten im Parlament gesichert, da neben den pro-präsidentiellen Parteien Otan, der Bürgerpartei und der Agrarpartei auch die Mehrheit der unabhängigen Kandidaten und der Abgeordneten der Gewerkschaften als Anhänger Nursultan Nasarbajews galten. Im neu gewählten Parlament waren acht weibliche Abgeordnete vertreten, 18 Abgeordnete der vorangegangenen Legislaturperiode konnten ihr Mandat verteidigen, 19 Abgeordnete gehörten der russischen Minderheit in Kasachstan an. Am 12. Oktober 1999 wurde Qassym-Schomart Toqajew vom Parlament zum neuen Premierminister gewählt.

## Bewertung
Die Wahl wurde von zahlreichen inländischen und ausländischen Beobachtern begleitet. Die Beobachter der Organisation für Sicherheit und Zusammenarbeit in Europa (OSZE) lobten einzelne Verbesserungen der rechtlichen und organisatorischen Rahmenbedingungen, kamen aber insgesamt zu dem Schluss, dass die Wahl demokratische Standards deutlich verfehlt hatte. Zu dieser Einschätzung führte unter anderem die mangelnde Transparenz und die zahlreichen Unregelmäßigkeiten bei der Durchführung der Wahl und insbesondere bei der Auszählung der Stimmen. Außerdem kritisierten die Beobachter der OSZE die Einflussnahme von Behörden und lokalen Amtsträgern zu Gunsten der regimetreuen Parteien. Die Nichtregierungsorganisation Human Rights Watch kritisierte zahlreiche Menschenrechtsverletzungen im Vorfeld der Feld. Dazu zählte die Verhaftung von Oppositionellen und die Einschränkung der Meinungsfreiheit. Die Organisation machte auf die Situation der Medien in Kasachstan aufmerksam, die entweder direkt vom Staat kontrolliert wurden oder durch dessen Behörden unter starken Druck gesetzt und so zur Selbstzensur getrieben wurden. Seitens der Opposition in Kasachstan wurde der Vorwurf massiver Wahlfälschung geäußert.